# Loxosceles olmea
Loxosceles olmea là một loài nhện trong họ Sicariidae.
Loài này thuộc chi Loxosceles. Loxosceles olmea được miêu tả năm 1967 bởi Gertsch.